# Danh sách chuyến lưu diễn hòa nhạc của 2PM
Nhóm nhạc nam Hàn Quốc 2PM đã tổ chức 14 chuyến lưu diễn hòa nhạc ở Châu Á.

## 2010

### Concert đầu tiên: Don't Stop Can't Stop
Main Set

Act 1 - Giới thiệu Concert 
1. "What Time Is It Now?"
2. "Don't Stop Can't Stop"
3. "Tired of Waiting"
4. "Without U (Explorer Mix)"
5. "Only You"
6. "Angel"
7. "Boom Boom Boom" / "Open Happiness"
8. "Crazy 4S" / "My Color&Tik Tok"
9. "Sunday Morning / Sexy Back (Taec&Khun)"
10. "3 Bears + More Than Words (Khun)"
11. "Lovestoned" / "Take You Down (Chansung)"

Act 2 - Cinderella Sistar Parody Video
1. "Orange Caramel's Magic Girl (Woo, Chan & Taec // Junho, Minjun & Khun)"
2. "Trot Medley (Junho, Minjun & Khun // Woo, Chan & Taec)"
3. "CLON's Kungtari Shabara"

Act 3 - Changing Room Video
1. "Member's Dance Bridge Songs"
2. "I Hate You"
3. "I Was Crazy About You
4. Again & Again (R&B mix) + Dance Flips / You Might Comeback"
5. "10 out of 10 (10/10)"
6. "Empire State of Mind (DJ Remix) (Minjun)"
7. "Nice & Slow" / "Caught Up (Junho)"
8. "Wooyoung Solo Dance (2 versions)"
9. "Etude of Memory (Taecyeon)"
10. "I Will Give You My Life"
11. "Gimme the Light"
12. "Heartbeat"
13. "Again & Again"

Encore
1. "Thank You"
2. "I hate you (Lounge Mix)"
3. "Again & Again (Remix)"

| Ngày                | Thành phố | Quốc gia | Địa điểm                            |
| ------------------- | --------- | -------- | ----------------------------------- |
| 31 tháng 7 năm 2010 | Seoul     | Hàn Quốc | Nhà thi đấu Thể dục dụng cụ Olympic |
| 1 tháng 8 năm 2010  | Seoul     | Hàn Quốc | Nhà thi đấu Thể dục dụng cụ Olympic |
| 7 tháng 8 năm 2010  | Busan     | Hàn Quốc | Busan Bexco                         |
| 8 tháng 8 năm 2010  | Busan     | Hàn Quốc | Busan Bexco                         |
| 4 tháng 9 năm 2010  | Seoul     | Hàn Quốc | Sân vận động trong nhà Jamsil       |
| 5 tháng 9 năm 2010  | Seoul     | Hàn Quốc | Sân vận động trong nhà Jamsil       |

## 2011

### Chuyến lưu diễn Nhật Bản đầu tiên: Take Off
Main Set

Act 1
1. "What Time Is It Now?"
2. "Don't Stop, Can't Stop"
3. "I Hate You"
4. "Without U"
5. "I Can't"
6. "Only You (Acoustic and Winter Special Remix)"
7. "Tired of Waiting"
8. "Utada Hikaru's First Love (Nichkhun)"
9. "USHER's Nice n Slow (Junho)"
10. "Far*east Movement's Like a G6 (Wooyoung)"
11. "Take Off"
12. "I'll Be Back"
13. "10 out of 10"
14. "Jay-z & Alicia Keys's Empire State of Mind (Minjun)"
15. "Rain's Love Song (Chansung)"
16. "Greeeen's Miracle (Taecyeon)"
17. "I Will Give You My Life"
18. "Gimme the Light"
19. "Again & Again"
20. "Heartbeat"

Encore
1. "Thank You"
2. "Again & Again (Remix)"
3. "I Hate You (Lounge Mix)"

| Ngày                | Thành phố | Quốc gia | Địa điểm       |
| ------------------- | --------- | -------- | -------------- |
| 6 tháng 5 năm 2011  | Sapporo   | Nhật Bản | Zepp Sapporo   |
| 8 tháng 5 năm 2011  | Fukuoka   | Nhật Bản | Zepp Fukuoka   |
| 9 tháng 5 năm 2011  | Osaka     | Nhật Bản | Zepp Osaka     |
| 10 tháng 5 năm 2011 | Nagoya    | Nhật Bản | Zepp Nagoya    |
| 12 tháng 5 năm 2011 | Chiba     | Nhật Bản | Makuhari Messe |
| 13 tháng 5 năm 2011 | Tokyo     | Nhật Bản | Zepp Tokyo     |

### Japan Arena Tour: Republic of 2PM
| Ngày                      | Thành phố | Quốc gia | Địa điểm                  |
| ------------------------- | --------- | -------- | ------------------------- |
| 3 tháng 12 năm 2011       | Mie       | Nhật Bản | Mie Prefectural Sun Arena |
| 5 tháng 12 năm 2011       | Osaka     | Nhật Bản | Hội trường Osaka-jō       |
| 6 tháng 12 năm 2011       | Osaka     | Nhật Bản | Hội trường Osaka-jō       |
| 8 tháng 12 năm 2011       | Nagoya    | Nhật Bản | Nippon Gaishi Hall        |
| 14 tháng 12 năm 2011      | Saitama   | Nhật Bản | Saitama Super Arena       |
| 17 tháng 12 năm 2011      | Fukuoka   | Nhật Bản | Marine Messe Fukuoka      |
| 18 tháng 12 năm 2011      | Fukuoka   | Nhật Bản | Marine Messe Fukuoka      |
| ngày 20 tháng 12 năm 2011 | Tokyo     | Nhật Bản | Nippon Budokan            |
| 21 tháng 12 năm 2011      | Tokyo     | Nhật Bản | Nippon Budokan            |

## 2011 - 2012

### Concert thứ 2: Hands Up Asia Tour
Main Set

Act 1
1. "HOT"
2. "Electricity"
3. "Hands Up"
4. "I was Crazy About You & Tired of Waiting (Remix)"
5. "Move On (JunHo & WooYoung)"
6. "I Can’t"
7. "Give It to Me"
8. "Dance2Night"
9. "My Valentine (Nichkhun & Taecyeon)"
10. "Revenger (Chansung)"
11. "I’ll be Back"
12. "Hyun Moo Jung"
13. "Back2u"
14. "Alive (Minjun)"
15. "Without You"
16. "Only You"
17. "10 out of 10"
18. "Again and Again"
19. "I’m Your Man"
20. "Don’t Stop Can’t Stop"
21. "Heartbeat"
22. "Thank You"
23. "10 out of 10 (Remix)"
24. "Hands Up (Remix)"

| Ngày                 | Thành phố    | Quốc gia   | Địa điểm                         |
| -------------------- | ------------ | ---------- | -------------------------------- |
| 2 tháng 9 năm 2011   | Seoul        | Hàn Quốc   | Sân vận động trong nhà Jamsil    |
| 3 tháng 9 năm 2011   | Seoul        | Hàn Quốc   | Sân vận động trong nhà Jamsil    |
| 7 tháng 10 năm 2011  | Đài Bắc      | Đài Loan   | Taida Gym                        |
| 8 tháng 10 năm 2011  | Đài Bắc      | Đài Loan   | Taida Gym                        |
| 11 tháng 11 năm 2011 | Jakarta      | Indonesia  | JITEC Mangga Dua Square          |
| 19 tháng 11 năm 2011 | Kallang      | Singapore  | Sân vận động trong nhà Singapore |
| 25 tháng 11 năm 2011 | Kuala Lumpur | Malaysia   | Stadium Negara                   |
| 18 tháng 2 năm 2012  | Bangkok      | Thái Lan   | Impact Arena                     |
| 25 tháng 2 năm 2012  | Nam Kinh     | Trung Quốc | Nanjing Olympic Sports Center    |
| 10 tháng 3 năm 2012  | Hồng Kông    | Trung Quốc | AsiaWorld–Arena                  |

## 2012

### Six Beautiful Days
| Ngày                | Thành phố | Quốc gia | Địa điểm       |
| ------------------- | --------- | -------- | -------------- |
| 24 tháng 5 năm 2012 | Tokyo     | Nhật Bản | Nippon Budokan |
| 25 tháng 5 năm 2012 | Tokyo     | Nhật Bản | Nippon Budokan |
| 28 tháng 5 năm 2012 | Tokyo     | Nhật Bản | Nippon Budokan |
| 29 tháng 5 năm 2012 | Tokyo     | Nhật Bản | Nippon Budokan |
| 30 tháng 5 năm 2012 | Tokyo     | Nhật Bản | Nippon Budokan |
| 31 tháng 5 năm 2012 | Tokyo     | Nhật Bản | Nippon Budokan |
| 5 tháng 6 năm 2012  | Yokohama  | Nhật Bản | Yokohama Arena |
| 6 tháng 5 năm 2012  | Yokohama  | Nhật Bản | Yokohama Arena |

## 2012 - 2013

### "What Time Is It?" - Asia Tour
| Ngày                 | Thành phố  | Quốc gia    | Địa điểm                        |
| -------------------- | ---------- | ----------- | ------------------------------- |
| 17 tháng 11 năm 2012 | Thượng Hải | Trung Quốc  | Mercedez Benz Arena             |
| 8 tháng 12 năm 2012  | Jakarta    | Indonesia   | Sân vận động Quốc tế Mata Elang |
| 15 tháng 12 năm 2012 | Đài Bắc    | Đài Loan    | Nangang Exhibition Hall         |
| 22 tháng 12 năm 2012 | Ma Cao     | Trung Quốc  | Cotai Arena                     |
| 2 tháng 3 năm 2013   | Manila     | Philippines | Mall of Asia Arena              |
| 30 tháng 3 năm 2013  | Quảng Châu | Trung Quốc  | Nhà thi đấu Quảng Châu          |
| 8 tháng 4 năm 2013   | Bangkok    | Thái Lan    | Impact Arena                    |
| 21 tháng 6 năm 2013  | Seoul      | Hàn Quốc    | Sân vận động trong nhà Jamsil   |
| 22 tháng 6 năm 2013  | Seoul      | Hàn Quốc    | Sân vận động trong nhà Jamsil   |

## 2014 - 2015

### Go Crazy World Tour
| Ngày                 | Thành phố     | Quốc gia   | Địa điểm                                | Khán giả |
| Châu Á               | Châu Á        | Châu Á     | Châu Á                                  | Châu Á   |
| -------------------- | ------------- | ---------- | --------------------------------------- | -------- |
| 3 tháng 10 năm 2014  | Seoul         | Hàn Quốc   | Sân vận động trong nhà Jamsil           | 14.000   |
| 4 tháng 10 năm 2014  | Seoul         | Hàn Quốc   | Sân vận động trong nhà Jamsil           | 14.000   |
| 11 tháng 10 năm 2014 | Băng Cốc      | Thái Lan   | Impact Arena                            | 10.000   |
| 1 tháng 11 năm 2014  | Bắc Kinh      | Trung Quốc | Nhà thi đấu Thủ đô                      | 7.000    |
| Bắc Mỹ               |               |            |                                         |          |
| 14 tháng 11 năm 2014 | Newark        | Hoa Kỳ     | Trung tâm Prudential                    | —        |
| 16 tháng 11 năm 2014 | Rosemont      | Hoa Kỳ     | Nhà hát Rosemont                        | 4.000    |
| 18 tháng 11 năm 2014 | Grand Prairie | Hoa Kỳ     | Nhà hát Verizon                         | —        |
| 21 tháng 11 năm 2014 | Los Angeles   | Hoa Kỳ     | Khán phòng Shrine                       | —        |
| Châu Á               |               |            |                                         |          |
| 29 tháng 11 năm 2014 | Quảng Châu    | Trung Quốc | Nhà thi đấu Thể thao Quốc tế Quảng Châu | —        |
| 17 tháng 1 năm 2015  | Nam Kinh      | Trung Quốc | Trung tâm Thể thao Olympic Nam Kinh     | —        |
| 14 tháng 2 năm 2015  | Hồng Kông     | Trung Quốc | AsiaWorld–Arena                         | 10.000   |
| 28 tháng 3 năm 2015  | Jakarta       | Indonesia  | Istora Senayan                          | —        |
| 4 tháng 4 năm 2015   | Thượng Hải    | Trung Quốc | Mercedez-Benz Arena                     | —        |
| Tổng cộng            | Tổng cộng     | Tổng cộng  | Tổng cộng                               | N/A      |